# تله مرگبار (فیلم ۱۹۶۸)
تله مرگبار (به انگلیسی: Deadfall) فیلمی بریتانیایی در سبک سرقت به تهیه‌کنندگی پاول موناش و کارگردانی برایان فوربز است که در سال ۱۹۶۸ اکران شد. از بازیگران این فیلم می‌توان به مایکل کین، جووانا رالی، لئونارد راسیتر، اریک پورتمن، نانته نیومن و ولادک شیبال اشاره کرد.